# 4203 Brucato
4203 Brucato је астероид главног астероидног појаса са средњом удаљеношћу од Сунца која износи 2,605 астрономских јединица (АЈ).
Апсолутна магнитуда астероида је 12,1.